# Warlords of Atlantis
Warlords of Atlantis (Los conquistadores de Atlantis en España y Chile, Atlántida: La ciudad sumergida en Argentina, El hundimiento de la Atlántida en Colombia y Guerreros de la Atlántida en México) es una película de aventuras británica de 1978 dirigida por Kevin Connor y protagonizada por Doug McClure, Peter Gilmore y Shane Rimmer.
La película fue el cuarto y último título de una serie de filmes de ciencia ficción de bajo presupuesto que, a mediados de los años setenta, realizaron el productor John Dark, el director Kevin Connor y el actor Doug McClure. Estas películas de mundos perdidos empezaron con La Tierra olvidada por el tiempo (1974) y continuaron con En el corazón de la Tierra (1976) y Viaje al mundo perdido (1977).

## Argumento
El profesor Aitken y su hijo buscan en compañía de un ingeniero llamado Greg Collinson la sumergida ciudad de Atlantis. Cuando encuentran una espectacular estatua de oro en el fondo del mar, los marineros de la embarcación tratan de hacerse con el tesoro, pero el ataque de un pulpo gigante hará que todos acaben prisioneros en la mítica ciudad sumergida, a merced de los malignos atlantes.
Estos diabólicos seres mantienen esclavizados a multitud de humanos, transformados en tritones. Adicionalmente el plan principal de esta raza es dominar la Tierra.

## Reparto
| Actor             | Personaje       |
| ----------------- | --------------- |
| Doug McClure      | Greg Collinson  |
| Peter Gilmore     | Charles Aitken  |
| Shane Rimmer      | Capitán Daniels |
| Lea Brodie        | Delphine        |
| Michael Gothard   | Atmir           |
| Hal Galili        | Grogan          |
| John Ratzenberger | Fenn            |
| Derry Power       | Jacko           |
| Donald Bisset     | Profesor Aitken |
| Ashley Knight     | Sandy           |

## Producción
Para hacer la película Kevin Connor, que en esta ocasión no adaptó a Edgar Rice Burroughs como en sus anteriores obras, confió un guion original a Brian Hayles.
Los exteriores de la película fueron rodados en Malta, y en una de sus islas llamada Gozo. Los interiores del filme fueron filmados en los estudios Pinewood, Inglaterra.

## Recepción
Hoy en día el filme fue valorado en los portales de información cinematográfica. En IMDb, por ejemplo, con aproximadamente 2800 votos registrados, el filme obtiene una media ponderada de 5,5 sobre 10. En otro portal, Rotten Tomatoes, la película fue valorada por menos de 50 usuarios, los cuales le dieron una valoración media de 3 de 5. También cabe destacar que el 59 % de los usuarios de La Vanguardia la valoraron positivamente.